# Knut Hamsun
Pour les articles homonymes, voir Pedersen.
Œuvres principales

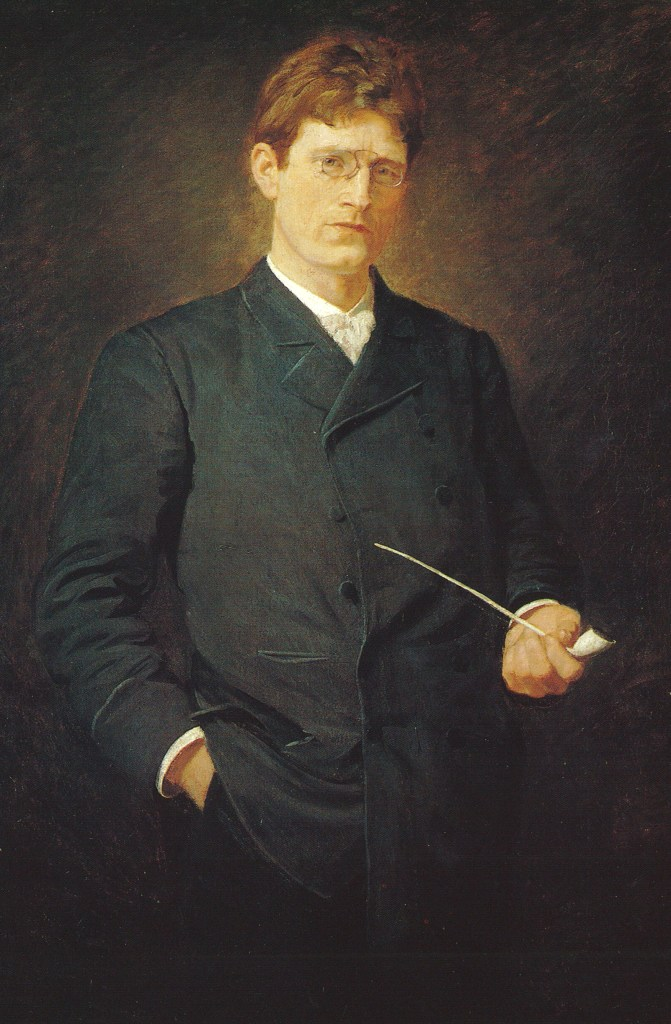
Knut Hamsun
Portrait par Alfredo Andersen.

Knud Pedersen, plus connu sous son nom de plume Knut Hamsun (ou Knut Hamsund avant 1885), né le 4 août 1859 à Lom, en Oppland, Norvège, et mort le 19 février 1952 à Nørholm (en), près de Grimstad, est un écrivain norvégien, lauréat du prix Nobel de littérature en 1920.
Son œuvre, rapprochée de la littérature moderniste, s'oppose au naturalisme pour reconstituer les mécanismes de la pensée. Elle dresse l'éloge d'une nature humaine libérée des contraintes sociales.

## Biographie
Né dans une famille paysanne démunie, Knut Pedersen vit d'abord à Hamarøy dans le comté de Nordland et ensuite sur les îles Lofoten, où un oncle piétiste, autoritaire et rude, prend en charge son éducation de 1868 à 1873. La rudesse des paysages et la dureté de ses années de jeunesse influencent, plus tard, sa création. Le jeune Knut se forme en autodidacte. À 15 ans, il vit de divers petits métiers et traverse la Norvège.
En 1884, il choisit le nom d'Hamsun et tente de faire carrière dans le milieu littéraire. Après quelques tentatives médiocres (Bjorger, L'Homme secret), il choisit l'exil aux États-Unis. À son retour, il fait publier certains chapitres de son roman Sult (Faim), qui est édité intégralement en 1890. Dans une veine semi-autobiographique, le romancier décrit les mois sombres de son narrateur, une sorte d'alter ego qui erre dans Christiania (ancien nom de la ville d'Oslo), avant d'embarquer sur un bateau et de finalement quitter la capitale norvégienne. La critique apparente longtemps ce roman au courant naturaliste dont il s'écarte pourtant. Le héros du récit n'est en aucune manière un miséreux qui ne parvient pas à gagner suffisamment d'argent pour se nourrir, et il n'est pas présenté comme un sujet pathologique, par avance victime du déterminisme social et d'une hérédité de classe. Cette « faim », il la provoque lui-même, en décide seul et la chérit. Elle est sa muse, sa compagne d'écriture et, en un sens, son réconfort en dépit de la douleur, des visions et des délires qu'elle lui procure. L'argent, que le narrateur parvient à recevoir des journaux à qui il propose ses articles, est fort rapidement dilapidé, souvent de manière altruiste. Par bien des points, ce roman préfigure les écrits de Franz Kafka et les recherches stylistiques et narratives de plusieurs auteurs du XXe siècle, qui écriront sur la folie et la condition de l'homme moderne en tentant de transcrire, de manière poétique, les chemins tortueux et abscons de l'esprit. La Faim, qui annonce les recherches modernes sur le langage littéraire et les flux de conscience de James Joyce, Virginia Woolf et William Faulkner, se détache du modèle réaliste dominant des lettres du XIXe siècle. Il devient l'un des ouvrages les plus importants de la littérature du XXe siècle.
La même année, Hamsun manifeste son intérêt pour la psychologie et la folie dans un texte critique, intitulé De la vie inconsciente de l'âme, qui est publié dans le Samtiden. Couplé aux conférences parues en français sous le titre Littérature à la mode dans lesquelles il égratigne quelques grands noms tels que Guy de Maupassant, Henrik Ibsen, Bjørnstjerne Bjørnson et Alexander Kielland, ce texte constitue un programme d'écriture pour les œuvres à venir.
Les romans Mystères et Pan continuent l'exploration psychologique, lyrique et tortueuse des personnages, entamée dans les précédentes publications et se conçoivent comme un hymne à la nature sauvage en réaction aux penchants monstrueux de la civilisation. Ils assoient définitivement la réputation de l'écrivain.
Mystères raconte les pérégrinations de Nagel, qui débarque temporairement dans une ville côtière norvégienne et en bouleverse l'équilibre et les habitudes. Pan est le récit d'un homme, Thomas Glahn, qui choisit l'exil volontaire dans une cabane des forêts du Nordland avant que la rencontre avec deux femmes ne perturbe sa solitude.

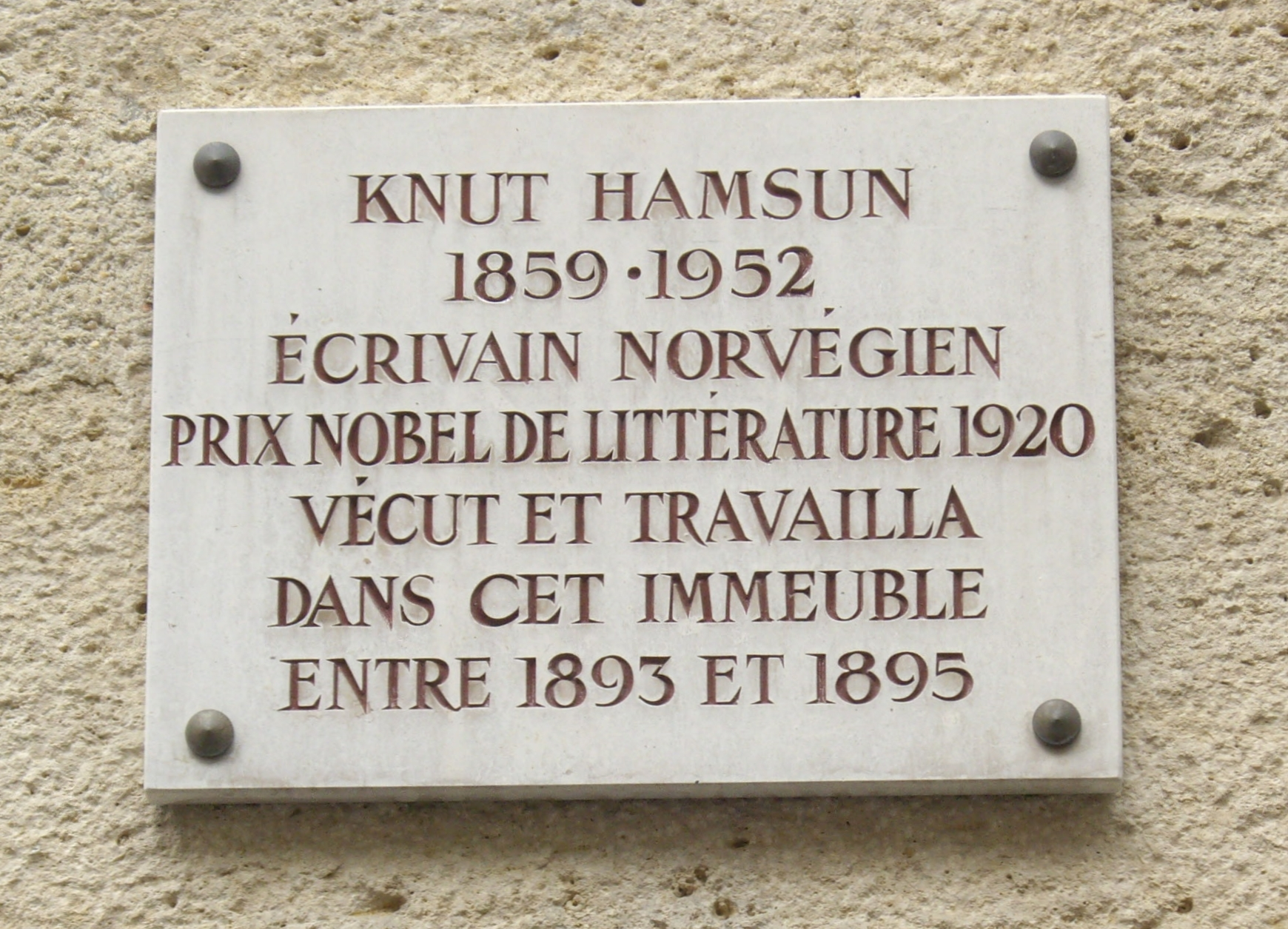
Plaque au 8 rue de Vaugirard.

Entre 1893 et 1895, il vit et travaille au 8 rue de Vaugirard (6e arrondissement de Paris), où une plaque lui rend hommage.
À la croisée des littératures du XIXe et du XXe siècles, Hamsun diversifie sa production et publie tour à tour des recueils de nouvelles, un récit de son voyage à travers la Russie (Au pays des contes), quelques pièces de théâtre et un recueil de poèmes (Le Chœur sauvage), publié principalement pour des raisons alimentaires à la suite du divorce d'avec son épouse Bergljot. À propos de ce recueil, il écrit plus tard, dans Sur les sentiers où l'herbe repousse, qu'il s'agit de « mauvais vers et qu'on ne peut malheureusement pas faire que ce recueil n'ait pas existé. ».
Avec le diptyque Benoni et Rosa, le Norvégien trouve une nouvelle source d'inspiration socio-politique et renforce son prestige littéraire à l'international. Markens grode (L'Éveil de la glèbe) décide l'Académie suédoise de lui décerner le prix Nobel de littérature en 1920. Ce roman, qui se veut une réécriture de la Genèse, raconte la conquête d'un Nordland désertique par un couple, Isaak et Inger, que le monde moderne finit par rattraper.
Dans le même temps, l'auteur publie ses deux grandes trilogies du vagabond ; l'une met en lumière son propre personnage de Knut Pedersen (Sous l'étoile d'automne, Un vagabond joue en sourdine, La dernière joie), l'autre se centre sur le personnage d'August, le marin fabulateur (Vagabonds, August le marin, Mais la vie continue).
Les Fruits de la terre, Enfants de leur temps, et La Ville de Segelfoss forment une autre peinture épique et mystique de l'homme face à la nature et constituent une nouvelle critique féroce des sociétés modernes.
Avant de mettre fin à ses activités littéraires, il publie un dernier roman, Ringen Sluttet (Le cercle s'est refermé) qui narre les aventures d'Abel Brodersen l'indifférent.
Son soutien au parti pro-nazi de Vidkun Quisling, le Nasjonal Samling, durant la Seconde Guerre mondiale, ternit durablement la réputation de cet écrivain auparavant adulé dans son pays. En 1943, Hamsun est reçu par Adolf Hitler : il en profite par ailleurs pour réclamer le limogeage de Josef Terboven, administrateur militaire allemand de la Norvège, provoquant le mécontentement du Führer. Il offre ensuite sa médaille du prix Nobel à Joseph Goebbels. Le 7 mai 1945, une semaine après la mort d'Adolf Hitler, il publie dans le journal Aftenposten un bref texte rendant hommage au chef du régime nazi, qu'il qualifie de « guerrier pour l'humanité ». À la fin de la guerre, le 29 mai, il est interné et son procès est continuellement repoussé. Afin de ne pas être obligées de le juger pour tous ses actes, les institutions norvégiennes décident de le considérer comme « personnalité aux facultés mentales affaiblies de façon permanente », ce que la publication de sa dernière œuvre, Sur les sentiers où l'herbe repousse, où il relate ses aventures après la guerre, lorsqu'il est ballotté d'hospice en hospice, contredit indiscutablement. Il est néanmoins condamné en 1948 à verser une amende de 325 000 couronnes norvégiennes pour son étroite collaboration avec le IIIe Reich.
À l'occasion du 150e anniversaire de sa naissance, la Banque centrale de Norvège fait éditer une pièce de monnaie commémorative.
Henry Miller a écrit que certains passages des ouvrages de Hamsun le faisaient rire aux larmes et que son plus grand livre était Mysterium ; à son époque, dit Miller, il était qualifié de « Dostoïevski du Nord ».

## Œuvres

### Romans et nouvelles
- Den Gaadefulde (1877)
- Bjørger (1878)
- Sult (1890) Publié en français sous le titre La Faim, traduit (version tronquée) par Edmond Bayle, Paris/Leipzig, éd. Langen, 1895 ; traduit (version tronquée) par Georges Sautreau, Paris, éd. Rieder, 1926 ; traduit par Régis Boyer, Paris, P.U.F., 1994  (ISBN 2-13-046812-8) ; réédition dans le volume Knut Hamsun. Romans, Paris, Le Livre de poche, coll. « La Pochothèque », 1999  (ISBN 2-253-13243-8)
- Mysterier (1892) Publié en français sous le titre Mystères, traduit (version tronquée) par Georges Sautreau, Paris, éd. Rieder, 1937 ; traduit par Ingunn Guilhon, avec la collaboration d'Alain-Pierre Guilhon, Paris, Calmann-Lévy, 1975  (ISBN 2-7021-0077-5) ; réédition dans le volume Knut Hamsun. Romans, Paris, Le Livre de poche, coll. « La Pochothèque », 1999  (ISBN 2-253-13243-8) ; rééd. Les Belles Lettres, Paris, coll. « Le Domaine étranger », 304 p., 2023  (ISBN 978-2251454474)
- Redaktør Lynge (1893)
- Ny jord (1893)
- Pan (1894) Publié en français sous le titre Pan : d'après les papiers du lieutenant Thomas Glahn, traduit par Mme R. Rémusat, Paris, éd. de La Revue blanche, 1901 ;  traduit par Georges Sautreau, Paris, éd. Rieder, 1932 , et rééd. Pris, Calman-Levy, 1997 ; traduit par Régis Boyer, dans le volume Knut Hamsun. Romans, Paris, Le Livre de poche, coll. « La Pochothèque », 1999  (ISBN 2-253-13243-8)
- Victoria (1898) Publié en français sous le titre Victoria, traduit par Sigrid R. Peyronnet, Paris, éd. Rieder, 1920 ; traduit par Ingunn Guilhon, Paris, Calmann-Lévy, 1977  (ISBN 2-7021-0192-5) ; réédition,  Paris, LGF, coll. « Le Livre de poche » no 5418, 1980
- Sværmere (1904) Publié en français sous le titre Rêveurs, traduit par Georges Sautreau, Paris, éd. Kra, 1927 ; traduit par Régis Boyer, Paris, Calmann-Lévy, 1988  (ISBN 2-7021-1593-4) ; réédition, Paris, Points, coll. « Édition spécial Prix Nobel », 2008
- Under Høststjærnen (1906) Publié en français sous le titre Sous l'étoile d'automne, traduit par Georges Sautreau, Paris, éd. Rieder, 1928 ; traduit par Régis Boyer, Paris, Calmann-Lévy, 1978  (ISBN 2-7021-0244-1) ; réédition, dans le volume Knut Hamsun. Romans, Paris, Le Livre de poche, coll. « La Pochothèque », 1999  (ISBN 2-253-13243-8)
- Benoni (1908) Publié en français sous le titre Benoni, traduit par Georges Sautreau, Paris, éd. Rieder, 1930 ; traduit par Régis Boyer, Paris, Calmann-Lévy, 1980  (ISBN 2-7021-0357-X) ; réédition, Paris, Gallimard, coll. « Folio » no 2648, 1994
- Rosa (1908) Publié en français sous le titre Rosa, traduit par Georges Sautreau, Paris, éd. Rieder, 1930 ; traduit par Régis Boyer, Paris, Calmann-Lévy, 1980  (ISBN 2-7021-0365-0) ; réédition, Paris, Gallimard, coll. « Folio » no 2694, 1995
- En Vandrer spiller med Sordin (1909) Publié en français sous le titre Un vagabond joue en sourdine, traduit (version tronquée) par Georges Sautreau, Paris, éd. Rieder, 1924 ; traduit par Régis Boyer, Paris, Calmann-Lévy, 1979  (ISBN 2-7021-0297-2) ; réédition dans le volume Knut Hamsun. Romans, Paris, Le Livre de poche, coll. « La Pochothèque », 1999  (ISBN 2-253-13243-8)
- Den siste Glæde (1912) Publié en français sous le titre La Dernière Joie, traduit par Régis Boyer, Paris, Calmann-Lévy, 1979  (ISBN 2-7021-0300-6) ; réédition, Paris, Gallimard, Folio no 2649, 1994 ; réédition dans le volume Knut Hamsun. Romans, Paris, Le Livre de poche, coll. « La Pochothèque », 1999  (ISBN 2-253-13243-8)
- Børn av Tiden (1913) Publié en français sous le titre Enfants de l'époque, traduit par Georges Sautreau, Paris, PUF, 1944 ; réédition, Paris, Sillage, 2023  (ISBN 978-2-38141-041-8) ; sous le titre Enfants de leur temps, traduit par Régis Boyer, Paris, Calmann-Lévy, 1983  (ISBN 2-7021-1216-1)
- Segelfoss by (1915) Publié en français sous le titre La Ville de Segelfoss, traduit par Régis Boyer, Paris, Calmann-Lévy, 1984  (ISBN 2-7021-1301-X) ; réédition, Paris, Le Livre de Poche, coll. « Biblio » no 3258, 1996
- Markens Grøde (1917) Publié en français sous le titre L'Éveil de la glèbe, traduit par Jean Petithuguenin, Paris, Flammarion, 1937 ; rééd. Paris, Calmann-Lévy, 1992  (ISBN 2-7021-2070-9)
- Konerne ved Vandposten (1920) Publié en français sous le titre Femmes à la fontaine, traduit par Régis Boyer, Paris, Calmann-Lévy, 1982  (ISBN 2-7021-0445-2)
- Siste Kapitel (1923) Publié en français sous le titre Le Dernier Chapitre, traduit par Ingunn Guilhon, avec la collaboration de Alain-Pierre Guilhon, Paris, Calmann-Lévy, 1976  (ISBN 2-7021-0139-9) ; réédition, Paris, LGF, coll. « Le Livre de poche » no 5585, 1981 ; réédition sous le titre Un air si pur (Le Dernier Chapitre), Paris, Le Livre de Poche no 14359, 1997 ; réédition, Les Belles Lettres, Paris, coll. « Le Domaine étranger », 430 p., 2025  (ISBN 978-2251456812)
- Ringen sluttet (1936) Publié en français sous le titre Le cercle s'est refermé, traduit par Régis Boyer, Paris, Calmann-Lévy, 1989  (ISBN 2-7021-1848-8)
- Paa gjengrodde Stier (1949) Publié en français sous le titre Sur les sentiers où l'herbe repousse, traduit par Régis Boyer, Paris, Calmann-Lévy, 1981  (ISBN 2-7021-0403-7)

### Trilogie romanesque
- Landstrykere (1927) Publié en français sous le titre Vagabonds, traduit par Jean Petithuguenin, Paris, Grasset, coll. « Le Livre de poche » no 743-744, 1961 ; réédition, Lausanne, Éditions Rencontre, 1969 ; réédition, Paris, Grasset, coll. « Les Cahiers rouges » no 53, 1985  (ISBN 2-246-13202-9) ; réédition dans le volume Knut Hamsun. Romans, Paris, Le Livre de poche, coll. « La Pochohèque », 1999  (ISBN 2-253-13243-8)
- August Weltumsegler (1930) Publié en français sous le titre Auguste le marin, traduit par Marguerite Gay et Gerd de Mautort, Paris, Le Club du livre français, 1953 ; réédition, Paris, Calmann-Lévy, 1991 ; réédition, Paris, Le Livre de poche, coll. « Biblio » no 3250, 1995  (ISBN 2-253-93250-7) ; réédition dans le volume Knut Hamsun. Romans, Paris, Le Livre de poche, coll. « La Pochohèque », 1999  (ISBN 2-253-13243-8)
- Men Livet lever (1933) Publié en français sous le titre Mais la vie continue, traduit par Régis Boyer, Paris, Calmann-Lévy, 1993  (ISBN 2-7021-2184-5) ; réédition dans le volume Knut Hamsun. Romans, Paris, Le Livre de poche, coll. « La Pochohèque », 1999  (ISBN 2-253-13243-8) ; réédition, Paris, Le Livre de poche, coll. « Biblio » no 3340, 2000

### Recueils de nouvelles
- Siesta (1897)
- Kratskog, (1903)
- Stridende Liv (1905) Paru en français sous le titre Fragments de vie, traduit par Jacqueline Le Bras, Arles, Actes Sud, 1990
- Kjærlighetens slaver : og andre noveller (1985), anthologie posthume Publié en français sous le titre Esclaves de l'amour, traduit par Régis Boyer, Paris, Calmann Lévy, 1986  (ISBN 2-7021-1453-9) ; réédition, Presse pocket no 3327, 1989 ; réédition, Paris, Le Livre de poche, coll. « Biblio » no 3103, 1991

### Théâtre

#### Trilogie théâtrale
- Ved Rigets Port (1895)
- Livets Spil (1896)
- Aftenrøde (1898) Publication des trois pièces en un volume sous le titre La Trilogie : Aux portes du royaume, Le Jeu de la vie et Crépuscule, Arles, Actes Sud, coll. « Actes Sud-Papiers », 2001  (ISBN 2-7427-3202-0)

#### Autres pièces
- Munken Vendt (1902)
- Dronning Tamara (1903)
- Livet ivold (1910)

### Poésie
- Et Gjensyn (1878)
- Det vilde Kor (1904)

### Récits de voyage
- I Æventyrland (1903) Paru en français sous le titre Au pays des contes, traduit par Sigrid R. Peyronnet, Paris, F. Reider et Cie éditeurs, 1923 ; réédition, Paris, Grasset, coll. « Les cahiers rouges » no 301, 2000

### Autres publications
- Fra det moderne Amerikas Aandsliv (1889) Paru en français sous le titre La Vie culturelle de l'Amérique, traduit par Denise Bernard-Folliot et Alain-Pierre Guihlon, préface de Gilles Lapouge, Langres, CAFE CLIMA EDITEUR, 1985
- Sproget i Fare (1918), pamphlet

## Filmographie
- 1921 : L'Éveil de la glèbe (Markens grøde), film norvégien réalisé par Gunnar Sommerfeldt, adaptation du roman éponyme de Hamsun
- 1961 : Das letzte Kapitel (de) de Wolfgang Liebeneiner, d'après le roman Un air si pur (Siste Kapitel)
- 1966 : La Faim (Sult), film dano-suédo-norvégien réalisé par Henning Carlsen, adaptation du roman éponyme
- 1975 : Eiszeit, film germano-norvégien réalisé par Peter Zadek, scénario de Dorst d'après le roman autobiographique Sur les sentiers où l'herbe repousse (Paa gjengrodde Stier) de Hamsun
- 1979 : Victoria, film suédois réalisé par Bo Widerberg, adaptation du roman éponyme
- 1995 : Pan, film dano-germano-norvégien réalisé par Henning Carlsen, adaptation du roman éponyme
- 1996 : Hamsun, film norvégien réalisé par Jan Troell, film biographique sur les dernières années de la vie de Knut Hamsun (interprété par Max von Sydow), ses engagements pro-nazi et son procès
- 1997 : Le Crépuscule des nymphes de glace (Twilight of the Ice Nymphs), film canadien réalisé par Guy Maddin, adaptation du roman Pan, avec Pascale Bussières
- 1997 : Un air si pur..., film français réalisé par Yves Angelo, d'après le roman Un air si pur (Siste Kapitel)
- 2013 : Victoria, film norvégien réalisé par Torun Lian (en), adaptation du roman éponyme